# Marcus (Washington)
Marcus é uma cidade  localizada no estado norte-americano de Washington, no Condado de Stevens.

## Demografia
Segundo o censo norte-americano de 2000, a sua população era de 117 habitantes.
Em 2006, foi estimada uma população de 168, um aumento de 51 (43.6%).

## Geografia
De acordo com o United States Census Bureau tem uma área de
0,6 km², dos quais 0,6 km² cobertos por terra e 0,0 km² cobertos por água. Marcus localiza-se a aproximadamente 580 m acima do nível do mar.

## Localidades na vizinhança
O diagrama seguinte representa as localidades num raio de 44 km ao redor de Marcus.